# LIBOR
Ло́ндонська міжба́нківська ста́вка пропози́ції (англ. London Interbank Offered Rate, LIBOR) — була середньозваженою відсотковою ставкою за міжбанківськими кредитами, що надавались банками один одному, на різний час у різній валюті на лондонському міжбанківському ринку (від доби до року). Ставки LIBOR розраховувалися в десяти різних валютах для п'ятнадцяти термінів погашення. В розрахунку кожної із 150 ставок брали участь від 8 до 16 банків, обраних регуляторами British Bankers' Association (BBA) і Foreign Exchange and Money Markets Committee (FX&MMC). Критерії відбору — масштаб бізнесу і репутація банку, а також досвід роботи банку з конкретною валютою.
Будь-яка зі ставок LIBOR є бенчмарком — еталонною ставкою. По суті, вона показує актуальний ступінь довіри банків (по визначенню найбільш якісних позичальників) один до одного. Прийнято вважати, що динаміка тримісячної ставки LIBOR (в британських фунтах) відображає очікування ринку відносно того, як зміниться базова ставка Банку Англії через три місяці.
Ставку LIBOR припинили використовувати влітку 2023 року. Останні ставки були опубліковані 30 червня 2023 року до 12:00 за британським часом. Його заміною є 1 місячна, 3 місячна, 6 місячна та 12 місячна Ставка забезпеченого фінансування овернайт (англ. Secured Overnight Financing Rate) (SOFR). У липні 2023 року Міжнародна організація комісій з цінних паперів (IOSCO) заявила, що чотири деноміновані в доларах альтернативи LIBOR, відомі як кредитно-чутливі ставки, які вона не назвала, мають «різний ступінь вразливості», що може з'явитися під час ринкового стресу.

## Валюти розрахунку
LIBOR ставка вираховується для таких валют:
- австралійський долар
- данська крона
- долар США
- Євро
- канадський долар
- новозеландський долар
- фунт стерлінгів
- шведська крона
- швейцарський франк
- японська єна

## LIBID
Окрім ставок LIBOR використовується також поняття ставок LIBID, проте для них не існує офіційного фіксінгу, тому це — скоріше загальний термін, що позначає середню ставку попиту міжбанківських кредитів на лондонському ринку.